# Entomológiai hadviselés

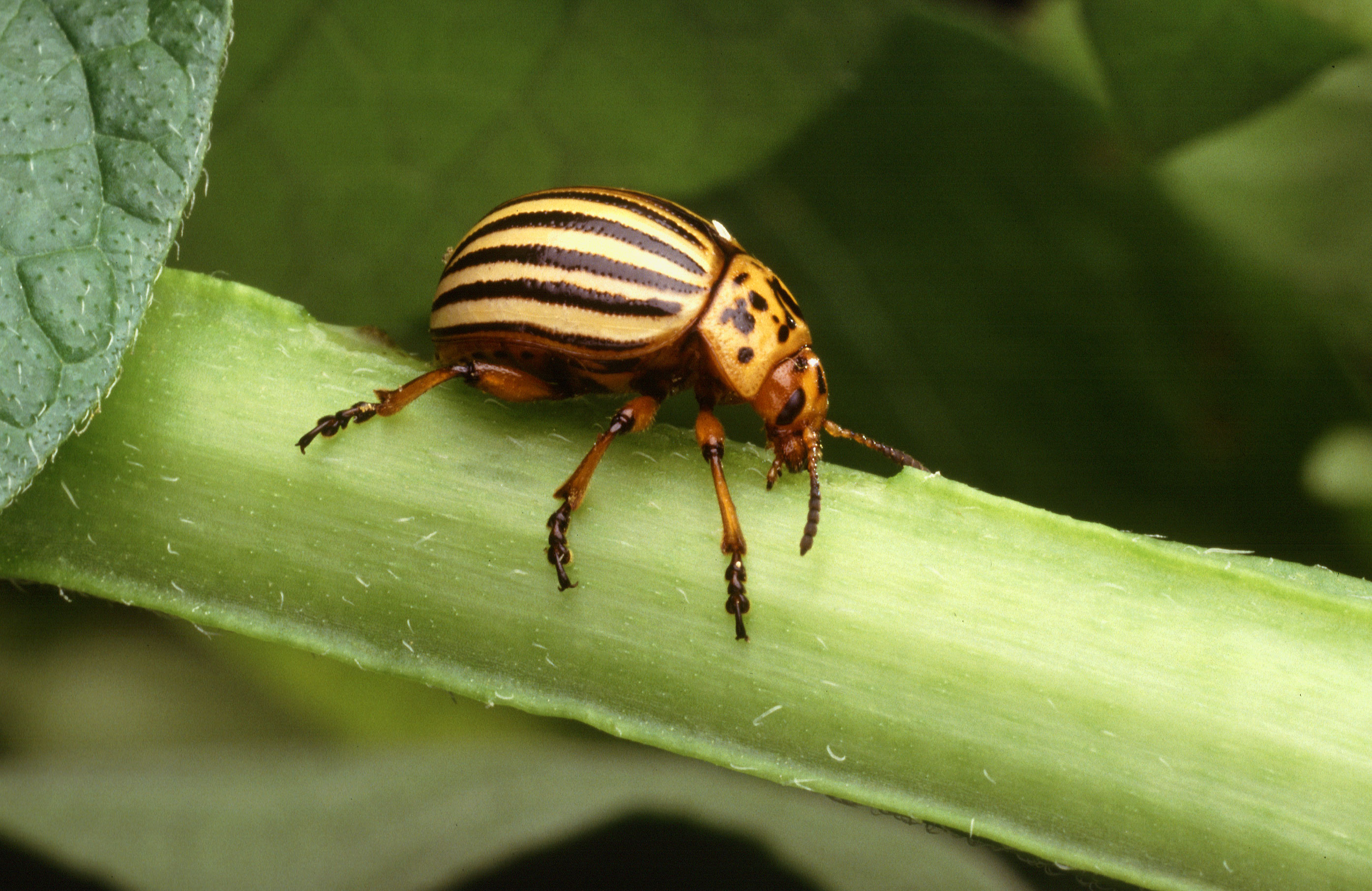
A krumplibogár fegyverként való felhasználása sok nemzet kutatóit foglalkoztatta.

Az entomológiai hadviselés (vagy „rovartani hadviselés”) a biológiai hadviselés olyan formája, amelyben rovarokat használnak fel az ellenség támadására. Az eljárás évszázadok óta ismert, de a modern korban is jelentősnek tartják. A második világháborúban a megszálló Japán nagyrészt rovar-fegyverekkel folytatott népirtást Mandzsúriában. Azóta számos ország foglalkozott rovar-fegyverek fejlesztésével.

## Főbb formái
Az entomológiai hadviselésnek az alábbi három formája ismert.
- 1. A rovarok megfertőzhetők valamilyen kórokozóval, mint pl. mint pl. pestissel, sárgalázzal, vagy kolerával, majd az ellenséges területen elterjesztve vektor-szervezetként közvetíthetik e fertőzéseket emberekre, állatokra vagy növényekre.[2]
- 2. Egy másik eljárás lehet az ellenséges területek mezőgazdasági növény-állományait károsító rovarfajok betelepítése.[2]
- 3. Végül bizonyos rovarok – mint. pl. méhek vagy darazsak – kórokozók nélkül, közvetlenül is felhasználhatók az ellenség megtámadására.[1]

## Korai története
A rovarok fegyverként való felhasználása egy ősi gondolat. Elsőként valószínűleg házi méheket használtak szándékosan e célra. Az ellenség kiűzhető barlangjából behajított méhkasok segítségével.
Az amerikai polgárháború idején a déliek azzal vádolták az északiakat, hogy azok szándékosan betelepítették a Murgantia histrionica nevű növénykártevő poloskafajt a déli államokba. Valószínű, hogy a vád megalapozatlan volt.

## Második világháború

### Japán
Az első államilag szervezett, nagyszabású rovartani hadviselést a második világháború kezdetén  Japán valósította meg Mandzsúriában. Japán hírhedt 731-es alakulata pestissel fertőzött bolhákat és kolerával fertőzött legyeket termelt, majd ezeket repülőgépekről kínai városokra szórta. A halálos áldozatok számát közel 500 000-re becsülik.
Ezt követően számos más állam is kutatási programokba kezdett.

### Kanada
Kanada úttörő szerepet játszott a világháborús biofegyver-fejlesztésekben, és szövetségeseit, az USA-t és Nagy-Britanniát is csatlakozásra késztette. Szúnyogokkal, csípőlegyekkel és pestis-fertőzött bolhákkal folytak kísérletek a Queen's University katonai laboratóriumában.
A világháború bejezése után Kanada az 1960-as évekig folytatta programját, beleértve annak entomológiai részét is.

### Franciaország
Franciaország aktív biofegyver-fejlesztési programot folytatott a háború előtt és alatt. A francia szakértők már 1939-ben azt javasolták, hogy a német lakosság élelmiszer-ellátását egy krumplibogár-támadással tegyék lehetetlenné.

### Németország
A háború alatt Németország olyan kutatás-fejlesztési programot folytatott, melynek célja volt, hogy létrehozza a krumplibogár tömegtermelésének és a célterületre juttatásának technológiáját. E rovar Észak-Amerikában őshonos, és először 1914-ben tűnt fel Németországban. Sok nemzet kutatói tekintették potenciális fegyvernek, de nincs bizonyíték arra, hogy valaha felhasználták volna ilyen módon.
A németek egy Nagy-Britannia elleni akciót terveztek e bogárral. Frankfurt közelében egy kísérlet során 54 000 példányt szórtak szét.

### Egyesült Királyság
Egy neves brit természettudós, John Burdon Sanderson Haldane azt hangoztatta, hogy mind Nagy-Britannia, mind Németország igen sebezhető volna egy krumplibogár-támadással szemben, hiszen a háborús években a burgonya alapvető népélelmezési cikk volt. 1942-ben mintegy 15 000 krumplibogarat importáltak az USA-ból, hogy katonai felhasználásukat tanulmányozzák.

## Hidegháború

### Szovjetunió
A Szovjetunió illegális biofegyver-fejlesztési és -termelési programján belül egy "Ekologija" nevű alprogramot is működtetett, melynek célja a mezőgazdasági növény- és állatállományok elleni biofegyverek fejlesztése volt. Többek közt a száj- és körömfájás vírusával fertőzött kullancsokat termeltek. Megoldották papagájkór-fertőzött óvantagok (Argasidae) termelését, amiket baromfi elleni fegyvernek szántak, és állítólag automatizálták egyes élősködő ízeltlábúak tömegtermelését is.

### Egyesült Államok

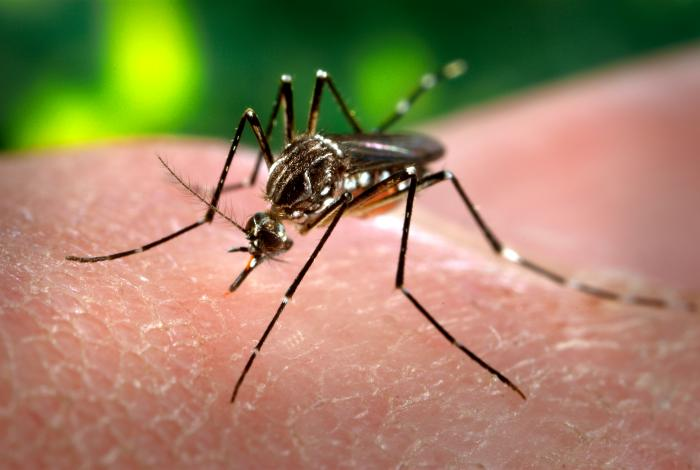
Hadgyakorlat: Az Egyesült Államok mintegy 300 000 nem-fertőzött Aedes aegypti szúnyogot bocsátott saját lakosságára

A hidegháború idején az USA nagyszabású katonai entomológiai programot folytatott. Különösen foglalkoztatta őket a sárgalázas szúnyog (Aedes aegypti) és az általa terjeszthető sárgaláz felhasználása. Kísérleteikhez jelentős mennyiségű szúnyogot termeltek, és tervbe vették egy havi 100 millió példány termelésére alkalmas üzem építését is. A hadsereg elemezte a Szovjetunió egyes városainak sebezhetőségét. Fegyverkísérletek során nem fertőzött szúnyogokkal árasztották el egyes amerikai városok mit sem sejtő lakosságát.
A koreai háború idején Észak-Korea és Kína biológiai fegyverek, köztük rovarok alkalmazásával vádolta meg az USA-t, amely tagadta e vádakat. A szakértők véleménye a vádak megalapozott vagy alaptalan voltáról ellentmondó volt, de a többségük azokat propagandacélokból terjesztett, alaptalan teóriáknak tartotta, amit az időközben nyilvánossá vált, korabeli szovjet és kínai dokumentumok is alátámasztanak

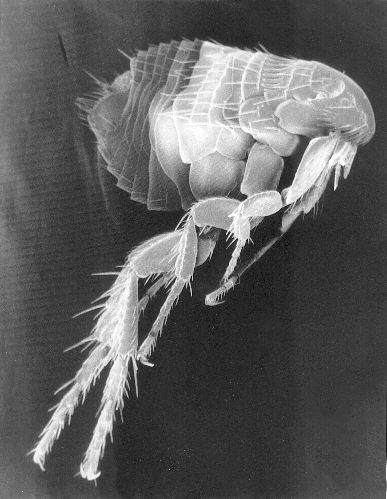
Patkánybolha SEM képe

Az 1950-es években az USA terepkísérletek sorozatát folytatta entomológiai fegyverekkel. Többek között fertőzetlen patkánybolhákkal töltött bombákat teszteltek, de ezzel kellemetlenségek támadtak, mikor a bolhák egy része a repülőgépen kiszabadult és a személyzet tagjait is megcsípte. 1955 májusában több mint 300 000 fertőzetlen sárgalázas szúnyogot szórtak szét Georgia államban, hogy elemezzék a repülőgépről terjesztett szúnyogok túlélését és vérszívását. Legalább további két hasonló jellegű entomológiai fegyverkísérlet ismert. A korabeli számítások szerint a módszer gazdaságosnak volt tekinthető, hiszen egy éles bevetés esetén egy ellenség halála 0,29 dollár költséggel járt volna (1976-os USA-dollár értékkel számolva). A becslések szerint egy éles bevetés mintegy 625 000 áldozatot szedett volna.
Az USA 1990-ben állítólag 6,5 millió dollárt költött hernyók kártevőként való bevetésének kutatására. A hernyókat Peru kokacserje ültetvényei ellen tervezték bevetni a kábítószer elleni harc keretében. 2002-ben kutatásokat folytattak egy olyan rovar azonosítására, amely alkalmas lehetne egy növényi vírus terjesztésére az ópiumtermelő országok mákültetvényein.

## Bioterrorizmus

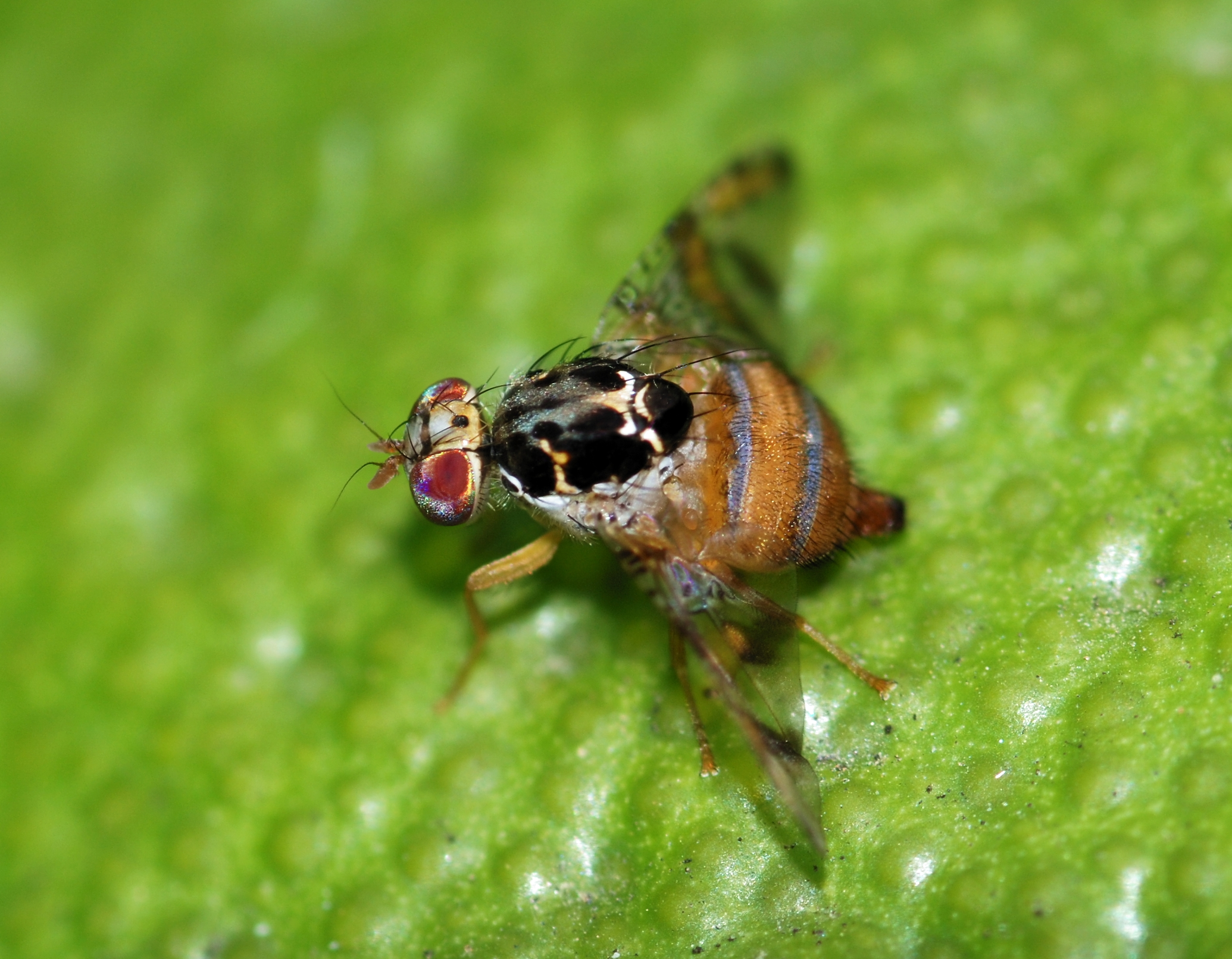
A Földközi-tengeri gyümölcslégy (Ceratitis capitata) egy jelentős kártevő.

Egyes szakértők a rovarok által terjesztett fertőzéseket a bioterrorizmus legvalószínűbb megjelenési módjának tartják.  Mivel az inváziós fajok spontán megjelenése világszerte elterjedt probléma, ezért egy váratlanul felbukkanó új kártevő esetén nehéz volna a betelepítés szándékosságát bizonyítani. Az alkalmas rovarok petéi könnyen begyűjthetők és észrevétlenül szállíthatók.
1989-ben a Földközi-tengeri gyümölcslégy (Ceratitis capitata) jelentős károkat okozott Kaliforniában. A "The Breeders" nevű radikális környezetvédő csoport mindezt a saját, szándékos akciójának tulajdonította. Több kutató szerint a légy terjedése részben szándékos emberi terjesztésre volt visszavezethető. A csoport célja az volt, hogy a fertőzés kontrollálhatatlan mértékűre nőjön, és így a termelők felhagyjanak a permetezéssel.

## Jogi helyzet
Az 1972-es Biológiai- és toxinfegyver-tilalmi egyezmény (BTWC) nem említi külön a rovar-fegyvereket. Az egyezmény szövege azonban kitér a vektor-szervezetekre Ez alapján a rovartani hadviselés az Egyezmény által betiltott eljárásnak tekinthető. Sajnos e kérdés kevésbé egyértelmű, ha kórokozókkal nem fertőzött rovarok alkalmazását, mint az ellenség mezőgazdasága elleni támadást tekintjük.

## Lásd még
- Biológiai fegyver
- Entomológia

## Olvasnivalók
- Bryden, John. Deadly Allies: Canada's Secret War, 1937-1947, (Google Books[halott link]), McClelland & Stewart, 1989, (ISBN 0-7710-1724-3).
- Garrett, Benjamin C. "The Colorado Potato Beetle Goes to War", Chemical Weapons Convention Bulletin, Issue #33, September 1996, accessed January 3, 2009.
- Hay, Alastair. "A Magic Sword or A Big Itch:  An Historical Look at the United States Biological Weapon Programme", (Citation), Medicine, Conflict, and Survival, Vol. 15  July–September 1999, pp. 215–234, (ISSN 13623699).
- Lockwood, Jeffrey A. "Entomological Warfare: History of the Use of Insects as Weapons of War" (Citation[halott link], Bulletin of the Entomological Society of America, Summer 1987, v. 33(2), pp. 76–82, ISSN 00138754.